# Lars Berge
Lars Berge, född 1974, är en svensk journalist, dokumentärfilmare, författare och manusförfattare.

## Priser och utmärkelser
- 2019 – Natur och Kulturs debattbokspris för boken Vargattacken[2]